# دوري جيبوتي الممتاز
دوري جيبوتي الأول هي الدرجة العليا لكرة القدم في جيبوتي، ويشارك في الدوري الممتاز 10 نادي. وتم تأسيسه في عام 1987.

## سجل أبطال دوري جيبوتي
| النادي                          | البطل | سنوات تحقيق البطولة                      |
| ------------------------------- | ----- | ---------------------------------------- |
| نادي القوات الوطنية للشرطة      | 7     | 1994, 1995, 1996, 1997, 1998, 1999, 2001 |
| جمعية مؤسسة جيبوتي-إثيوبيا      | 4     | 1988, 2000, 2005, 2007                   |
| جمعية علي صبيح جيبوتي الاتصالات | 3     | 2009, 2013, 2014                         |
| جمعية الميناء                   | 3     | 2010, 2011, 2012                         |
| نادي الدرك الوطني               | 2     | 2003, 2004                               |
| نادي المؤسسة العقارية الجيبوتي  | 2     | 2006, 2008                               |
| جمعية بوريه                     | 1     | 2002                                     |
| جمعية المطار                    | 1     | 1991                                     |
| جمعية معهد ميريل                | 1     | 1987                                     |

## وصلات خارجية
- تاريخ البطولة - rsssf.com